# Wereldtentoonstelling van 1939 (New York)

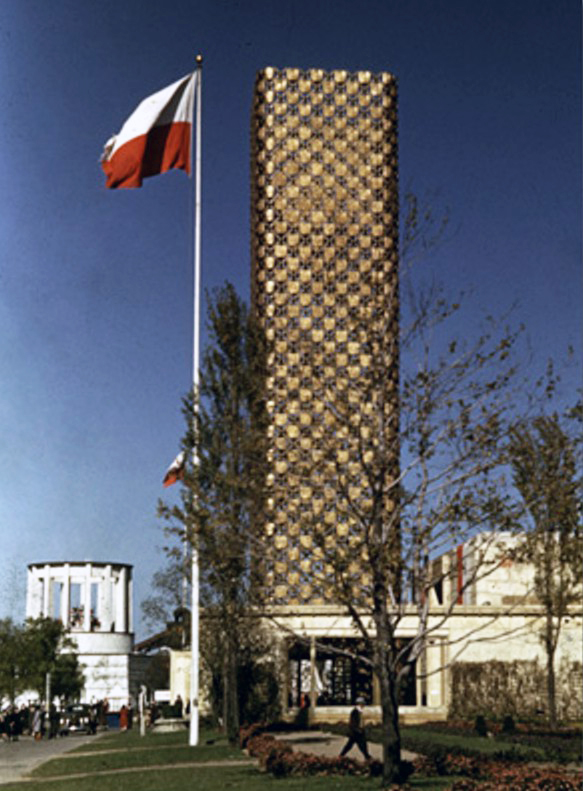
Pools paviljoen (Kodachrome)

De New York World's Fair van 1939 was een wereldtentoonstelling, gehouden in de stad New York. Het was de 25e universele wereldtentoonstelling en werd door het Bureau International des Expositions geclassificeerd als algemene tentoonstelling van de tweede categorie, een destijds gebruikte sub-categorie van universele wereldtentoonstelling. De tentoonstelling had als ondertitel: "Building the world of tomorrow."
De wereldtentoonstelling in Parijs van 1925 (de Exposition Internationale des Arts Décoratifs & Industriels Modernes) vormde de inspiratiebron voor de Amerikaanse industrie om nieuwe wegen in te slaan. De Verenigde Staten namen geen deel aan de tentoonstelling in Parijs omdat ze volgens de Amerikaanse overheid niets hadden om te tonen.
In 1939 waren de rollen omgekeerd en lieten de Verenigde Staten trots zien wat volgens hen de moderne tijd inhield. In het bestuur dat de organisatie van die tentoonstelling aanstuurde, zaten industriële vormgevers die grote invloed hadden op het concept en de vormgeving. Bel Geddes, Loewy en Dreyfuss ontwierpen verschillende gebouwen, inrichtingen en attracties. Hun stijl wordt aangeduid met Streamline Design.
Zo realiseerde Norman Bel Geddes tegen de achtergrond van de enorme Perisphere en de Trylon het Futurama voor General Motors. Met Futurama speculeerde hij hoe de samenleving er in de toekomst, in 1960, zou uitzien. Het Futurama was een enorme maquette, die de nieuwe stad verbeeldde met eindeloze highways die zich tussen wolkenkrabbers bevonden. Op de highways werden duizenden gestroomlijnde modelauto's voortgetrokken.
Raymond Loewy creëerde voor Chrysler Corporation een wintertuin als showroom voor haar nieuwste modellen. Ook maakte hij een installatie in de vorm van een ruimtevaartstation waarvan ieder uur met donderend geraas een raket naar verre planeten vertrok. De vormgeving van een wereld tussen de sterren waarin de striphelden Flash Gordon en Buck Rogers hun avonturen beleefden, vormde een van de inspiratiebronnen voor vormgevers als Loewy.
De door Raymond Loewy vormgegeven stoomlocomotieven en de 20th Century Limited-locomotief van Henry Dreyfuss voerden iedere dag op het binnenterrein samen met een oude wildwestlocomotief de Dans der Locomotieven op.
Wegens het succes werd de tentoonstelling tussen 11 mei en 27 oktober 1940 geprolongeerd. De ondertitel werd voor die gelegenheid ook gewijzigd in "For Peace and Freedom", aangezien de Tweede Wereldoorlog inmiddels was uitgebroken. De geplande volgende wereldtentoonstelling, de E42 in Rome, ging als gevolg van de Tweede Wereldoorlog niet door, zodat pas in 1949 de volgende wereldtentoonstelling werd gehouden.
Het paviljoen van de stad New York is van 1946 tot 1952 gebruikt als zetel van de Algemene Vergadering van de Verenigde Naties en werd opnieuw gebruikt voor de World's Fair in 1964 en 1965.